# استئصال التامور
استئصال التامور (بالإنجليزية: Pericardiectomy)‏ هو الإزالة الجراحية لقسم من التامور أو أغلبه. تُستخدم هذه العملية عادةً لعلاج التهاب التامور المضيق أو إزالة التامور المتكلس والمتليف، وقد تُجرى أيضًا في الحالات الشديدة أو الناكسة من انصباب التامور. تتأثر نتائج العملية ومعدل وفياتها كثيرًا بنوع المرض.

## الاستخدامات
تُستخدم عملية استئصال التامور لعلاج التهاب التامور المضيق الذي يحدث بسبب أمراض متنوعة، وتُجرى أيضًا لعلاج الحالات الناكسة من انصباب التامور.

## مضادات الاستطباب
تُستبعد عملية استئصال التامور عند وجود خيارات أقل تداخلًا وأكثر فعالية مثل النافذة التامورية. قد لا يكون استئصال التامور ملائمًا عند المرضى ذوي الإنذار السيئ، إذ تنخفض لديهم فوائده الطبية، فهو يحمل معدلًا أعلى من الاختلاطات والوفيات. يمكن تطبيق العلاج المحافظ باستخدام المدرات والديجوكسين والستيرويدات ومضادات الالتهاب غير الستيرويدية والمضادات الحيوية لتغيير فسيولوجيا الجهاز القلبي الوعائي دون علاج السبب المرضي الكامن. يناسب العلاج المحافظ من لا يتحملون الجراحات الكبرى، وقد يطبقه بعض المرضى عدة أشهر قبل أن يصبح العمل الجراحي ضروريًا.

## الأخطار المرافقة للجراحة
قد يسبب استئصال التامور عددًا من المشكلات القلبية مثل اضطراب النظم القلبي ومتلازمة انخفاض النتاج القلبي واحتشاء العضلة القلبية (في حالات نادرة). قد يتضرر جوف الجنب المحيط بالرئة ما قد يُحدث ذات رئة أو انصبابًا جنبيًا. يرافق الجراحة عادةً عدد من الاختلاطات الإنتانية والتخديرية والجلطات الدموية والنزف. هناك خطورة منخفضة لحدوث النزف نتيجة انثقاب القلب في أثناء إزالة التامور.
تعتمد نتائج الجراحة على مدى خطورة المرض الكامن وسلامة وظيفة الكليتين والبطين الأيسر والشرايين الرئوية. يزول انصباب الجنب المرافق لعملية استئصال التامور عادةً دون مشكلات، لكن إجراء العملية لعلاج التهاب التامور المضيق يترافق مع معدل وفيات مرتفع نوعًا ما، إذ يتراوح بين 5% إلى 15%. يصل معدل البقيا لخمس سنوات بعد الجراحة إلى نحو 80%.
يُعد نقص النتاج القلبي أشيع اختلاط تال للجراحة، ويحدث لدى 14-28% من المرضى.

## تقنية العملية
يُجرى استئصال التامور عبر إزالة النسيج التاموري المتليف المصاب بالإنتان أو المتضرر لأسباب أخرى. تبدأ العملية بشق الجلد المغطي لعظم القص ونشره إلى نصفين لكشف التامور، وهذا إجراء يُعرف ببضع القص الناصف.
يمكن أيضًا إحداث شق جراحي أكبر يُعرف ببضع الصدر. يمسك الجراح التامور في أثناء العملية ليقطع القسم العلوي من النسيج الليفي المغطي للقلب واضعًا إياه في كيس العينات ثم يعيد تغطية القلب. يُربط بعد ذلك قسما عظم القص معًا ويُغلق الشق لتكتمل العملية.
تسمى العملية «استئصال التامور التام» عندما يزال القسم المتوضع بين العصبين الحجابيين. في الحالات التي يتعذر فيها الاستئصال التام يُجرى استئصال جزئي، وفي الحالات الشديدة يُحدث شق متصالب على غشاء التامور.

## التعافي من الجراحة
تعود وظيفة القلب سريعًا إلى طبيعتها بعد عملية استئصال التامور، مع أن العملية قد تسبب انخفاض الناتج القلبي على المدى القصير. يعاني العديد من المرضى من نزح السوائل التامورية عبر الصدر بعد الجراحة. يستغرق الاستشفاء عدة أيام، وتُزال القطب الجراحية بعد أسبوع.
يتخذ القلب بعد الجراحة شكلًا أقرب للتكور نتيجة فقدان اتصاله مع الحجاب الحاجز. لا يبدو أن هذا يسبب اضطرابات قلبية، لكن قد يظهر عند استخدام تخطيط صدى القلب.